# Чакела, Коньяма
Коньяма Стивен Чаке́ла (англ. и сесото Koenyama Stephen Chakela; 1935—1982) — политический деятель Лесото, генеральный секретарь Партии Конгресса Басутоленда (ПКБ) в 1967—1982 годах.

## Биография
С 1951 годах работал на рудниках Южно-Африканского Союза, а затем бухгалтером в Йоханнесбурге. Сдав экзамены в Высшей школе Басутоленда, в 1960 году вступил в основанную годом ранее Партии Конгресса басуто, проявил себя как сильный оратор. Считался фаворитом и потенциальным преемником руководителя ПКБ Нтсу Мохеле. В 1960—1961 годах возглавлял одно из самых активных отделений ПКБ в ЮАР (в Трансваале). В 1961—1964 годах был зарубежным представителем ПКБ, базируясь в Каире и выступая делегатом на разных международных форумах, включая ООН и Организацию солидарности народов Азии и Африки.
В 1965 годах был избран в парламент Лесото, став одним из самых молодых его депутатов. Выступал за мирное решение политического кризиса в стране, но в числе прочих оппозиционных депутатов был арестован в ходе переворота 1970 года, предотвратившего приход к власти его партии, победившей на выборах. С 1974 года, когда он поддержал попытку ПКБ свергнуть режим нападениями на полицейские участки, оказался в эмиграции в Ботсване. В изгнании нарастала его критика партийного лидера Мохеле и он попытался сместить того из руководства ПКБ и её вооружённого крыла, Армия освобождения Лесото.
После своей неудачи в 1980 году Чаке́ла принял предложенную лесотскими властями амнистию, возможно, в надежде получить министерский пост. Вернувшись в 1981 году на родину, пытался сплотить прогрессивные силы, но не нашёл поддержки даже в собственном крыле ПКБ и оказался в политической изоляции. Был застрелен в июле 1982 года боевиками Армии освобождения Лесото из эмигрантской группировки ПКБ, лояльной Мохеле.